# Булычёв, Глеб Александрович
Глеб Александрович Булычёв (род. 3 июля 2003, Заречный, Пензенская область) — российский хоккеист, защитник.

## Биография
Хоккеем начал заниматься в шесть лет. Сначала ходил в секцию, затем стал ездить на тренировки в Пензу. Через год в Заречном открылся ледовый дворец. Играл за «Рубин» (Кузнецк), лет в 11-12 я перешёл в «Дизель», где вначале играл как центральный нападающий. В 14 лет получил травму, пропустил половину сезона и после восстановления стал выступать защитником. С сезона 2019/20 стал играть за команду НМХЛ «Дизелист». В сезоне 2020/21 дебютировал в команде ВХЛ «Дизель».
После сезона 2022/23 был на просмотре в белорусском «Металлурге» Жлобин, но не подошёл под систему клуба. 1 августа подписал однолетний контракт с клубом КХЛ «Лада» Тольятти, был признан лучшим защитником по итогам предсезонного Мемориала Ромазана. Провёл в сезоне 32 матча в КХЛ и 27 — в МХЛ за «Ладью». Перед сезоном 2024/25 вернулся в «Дизель».